# Auvernier
Auvernier (toponimo francese; in tedesco Avernach, desueto) è una frazione di 1 559 abitanti del comune svizzero di Milvignes (Canton Neuchâtel).

## Geografia fisica
Auvernier sorge sulla sponda nordoccidentale del lago di Neuchâtel.

## Storia

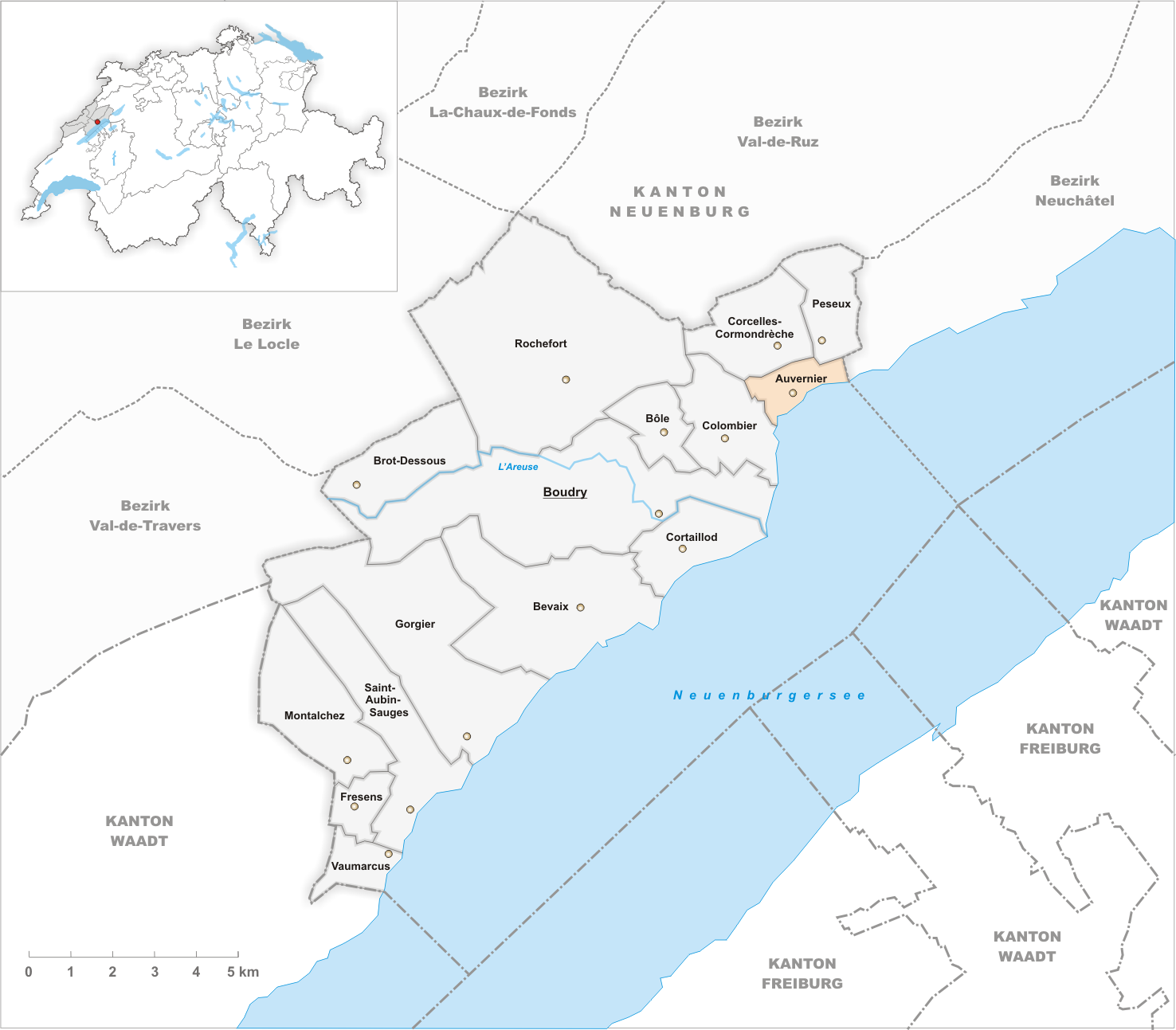
Il territorio del comune di Auvernier prima degli accorpamenti comunali del 2013

Già comune autonomo che si estendeva per 1,69 km², in seguito all'esito favorevole del referendum del 27 novembre 2011 il 1º gennaio 2013 è stato aggregato agli altri comuni soppressi di Bôle e Colombier per formare il nuovo comune di Milvignes.

## Monumenti e luoghi d'interesse
- Chiesa riformata di San Nicola, eretta nel 1477[1];
- Castello di Auvernier, costruito nel 1559[3];
- Siti archeologici di Auvernier-La Saunerie e di Auvernier-Les Graviers, parte del patrimonio dell'umanità UNESCO "Siti palafitticoli preistorici attorno alle Alpi"[1][4].

## Società

### Evoluzione demografica
L'evoluzione demografica è riportata nella seguente tabella:
Abitanti censiti

## Economia
L'economia locale si basa prevalentemente sull'agricoltura (viticoltura).

## Infrastrutture e trasporti
Auvernier è servito dall'autostrada A5 (con l'uscita omonima), dalla strada principale 5 e dalla stazione ferroviaria omonima sulla ferrovia Losanna-Olten.